# Pietro Cossali
Pietro Cossali (Vérone, 29 juin 1748 - Padoue, 20 décembre 1815) est un mathématicien italien membre de l'ordre des Théatins.

## Biographie
Fils du comte Benassu et de la comtesse Laure Malmignati, Pietro Cossali trouva dès son enfance tous les secours qui pouvaient être nécessaires pour développer ses dispositions naturelles. Il commença ses études au collège de Saint-Sébastien, tenu par les jésuites ; il apprit de lui-même les deux premiers livres d'Euclide et fit des progrès si rapides que ses maîtres obligèrent ses condisciples à célébrer son talent dans une pièce de vers latins. Résolu d'entrer dans l'état religieux, il fit son noviciat chez les jésuites de Novellara. Mais l'ardeur qu'il apporta aux exercices de piété le rendit malade. Il se vit donc obligé de revenir dans sa famille. Quand il fut rétabli, il étudia la philosophie sous un théatin régulier, professeur à Vérone, au collège de Sainte-Marie de la Ghiara. À l'âge de dix-huit ans à peine il soutint durant trois jours, aux applaudissements de toute l'école, une thèse latine sur l'astronomie et d'autres connaissances d'après les idées de son maître. Au milieu de ses succès, il n'oublia pas sa première résolution et, après avoir comparé les règles des jésuites avec celles des théatins, il se décida pour les derniers. Il fit son noviciat à Milan, et s'occupa pendant tout ce temps d'éloquence sacrée, de théologie, de mathématiques et de physique ; en outre, il alla prêcher à Côme l'octave de Noël. 
Ayant terminé son noviciat, il repassa à Vérone, ensuite à Padoue, et à vingt-trois ans on lui offrit la chaire de droit canon ; mais il refusa afin de se livrer exclusivement à l'étude des mathématiques et de la physique. En 1778 il passa à Vérone, et enseigna aux novices de son ordre la philosophie. En même temps il fit des cours publics de physique, sans perdre de vue les mathématiques, objet particulier de ses soins. En 1779 il commença ses publications par un petit traité Sur le cas irréductible du troisième degré, imprimé à Venise. Déjà en 1777 il avait concouru devant l'Académie de Padoue, qui avait demandé s'il était impossible de débarrasser des imaginaires les racines de l'équation du troisième degré. Une maladie l'ayant empêché de terminer, il reprit son travail en 1782, et se rangea du côté de ceux qui regardaient la chose comme impossible. Il eut pour opposant l'abbé Nicolaï, professeur à Padoue, qui publia, en 1782, un traité sur ce sujet. Cossali lui répondit dans des lettres apologétiques et critiques, insérées dans lé journal Dei Confini d'Italia en 1783. L'année suivante, Cossali fit paraître sa dissertation sur l'équilibre interne et externe des aérostats (Sull' equilibrio esterno ed interna delle machine aerostatiche ; Vérone, 1784, in-8° ; il y détermine d'abord les dimensions que doit avoir un globe pour s'élever à une hauteur déterminée ; puis quelle doit être la solidité de l'enveloppe pour qu'elle résiste à la force expansive du gaz renfermé. 
En 1787 Cossali fut nommé professeur de physique théorique à l'université de Parme, et en 1791 il permuta cette chaire contre celle d'astronomie et de météorologie. Quelque temps après, il publia son histoire de l'algèbre sous le titre : Storia critica dell' origine, trasporto e primi progresse in Italia dell' Algebra, Parme, 1779, 2 vol. in-8° : c'est un ouvrage important, plein de recherches auxquelles préside la critique la plus éclairée. Après avoir examiné toutes les opinions contraires, il conclut que l'algèbre a été empruntée aux Indiens par les Arabes, qui l'ont ensuite introduite en Europe. De 1791 à 1804 Cossali fait paraître ses Éphémérides astronomiques pour la latitude et la longitude de Parme ; il discute la découverte des nouvelles planètes faite par Piazzi et Olbers ainsi que les éclipses arrivées dans cet intervalle de temps. 
En 1805, voyant avec peine que Parme était passé sous la domination française, Cossali revint à Vérone, lieu de sa naissance. Il y fut aussitôt nommé professeur de mathématiques transcendantes et chargé de plusieurs fonctions relatives au cours des eaux. Nommé en 1806 par l'empereur Napoléon à la chaire de mathématiques transcendantes de Padoue, il y prononça successivement les éloges de Jacopo Stellini, Giovanni Poleni, Joseph-Louis Lagrange. En 1808 l'Académie des sciences, lettres et arts de Padoue le choisit pour remplacer un de ses trente membres décédé. En 1811 il fut nommé par Napoléon l'un des soixante membres pensionnés de l'Institut national italien. Depuis 1793, il était déjà membre de la Société italienne des sciences.

## Œuvres

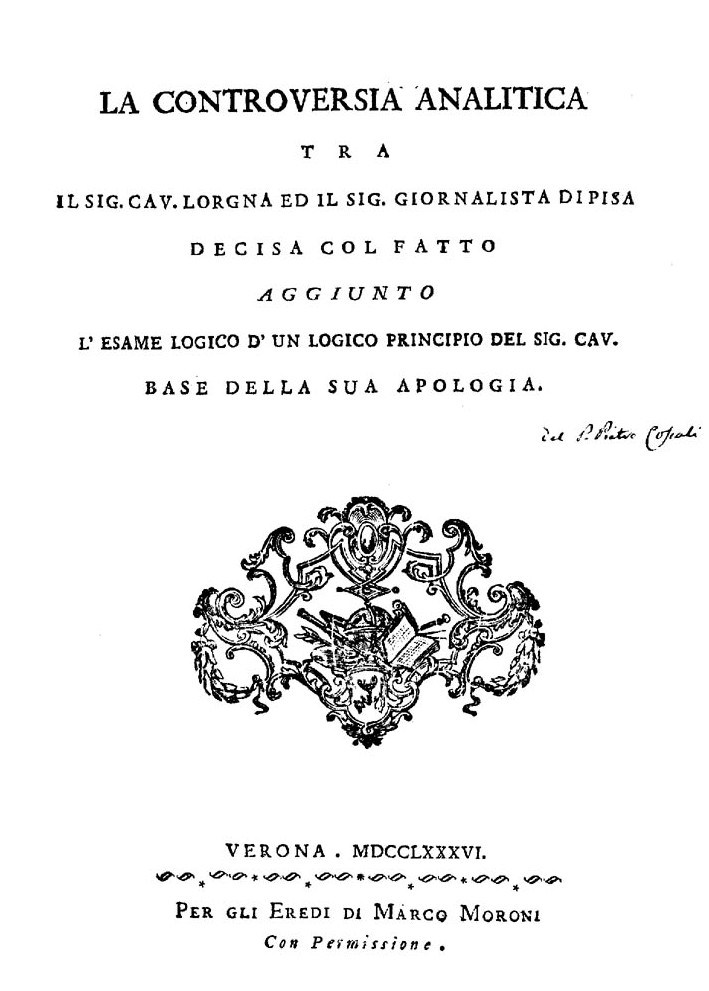
Controversia analitica, 1786

Outre les ouvrages cités, on a de Cossali : 
- Discorso astronomico sull' ecllisse dell' anno 1791 ;
- Dissertatione sull' assoluta irredimibilità del binomio cubico, in risposta al quesito analitico proposto dall' Accademia di Padova nel 1781 ; Vérone, 1782, in-V ;
- Discorso o calcolo astronomico sull' eclisse del 1800 ; Parme;
- Orenuncio ristretto sull' eclissi del giorno 11 febbraio 1804;
- Sonetti dedicalli alla nobile signora contessa Curtoni Verza ; Padoue, 1811, in-8°;
- Sulla Tensione delle funi, dans le t. X des Memorie degli Atti della Società ltaliana;
- Sull' opinione delle piogge dei sassi dai vulcani lunari ; ibid., t. XIII;
- Sui barometri luminosi con appendice dimostrante nel barometro una macchina elettrica singolare ; ibid., XV;
- Indagini per sottomettere a calcolo il barometro nelle diverse sue forme, nelle sue dipendenze né' suoi usi ; ibid., XV et XVUI;
- Limite non comunemente avvertito della consueta regola di doppia falsa positione ; ibid., XVI;
- Li Baratti mercantiti ridotti e dimostrati per algebra ; ibid.;
- Disquisizione sui vari metodi di eliminazione ; ibid.;
- Artifici degli antichi per evitare nelle soluzioni dei problemi l'equazioni al secondo grado ; ibid., XVII;
- Metafisica dell' equazioni, dans le Nuovi Saggi dell' Academia di Padova, tome Ier, 1817, in-4°.
- Sul corso del fiume Po, dans les Memorie dell' Istituto del regno Lombardo-Veneto, tome II ; Milan, 1821.

## Sources
- Cet article est partiellement ou en totalité issu de la Nouvelle Biographie générale depuis les temps les plus reculés jusqu'à nos jours, avec les renseignements bibliographiques et l'indication des sources à consulter de Jean Chrétien Ferdinand Hoefer à l'article COSSALI (l'abbé Pierre), dû à MAFFRE.